# Caecognathia hirsuta
Caecognathia hirsuta is een pissebed uit de familie Gnathiidae. De wetenschappelijke naam van de soort is voor het eerst geldig gepubliceerd in 1877 door G. O. Sars.